# Morchies Military Cemetery
Le Morchies Military Cemetery est l'un des deux cimetières militaires de la Première Guerre mondiale situés sur le territoire de la commune de Morchies, Pas-de-Calais. Le second est Morchies Australian Cemetery, situé à la sortie sud du village.

## Localisation
Ce cimetière est à côté du cimetière communal, route de Lagnicourt-Marcel.

## Historique

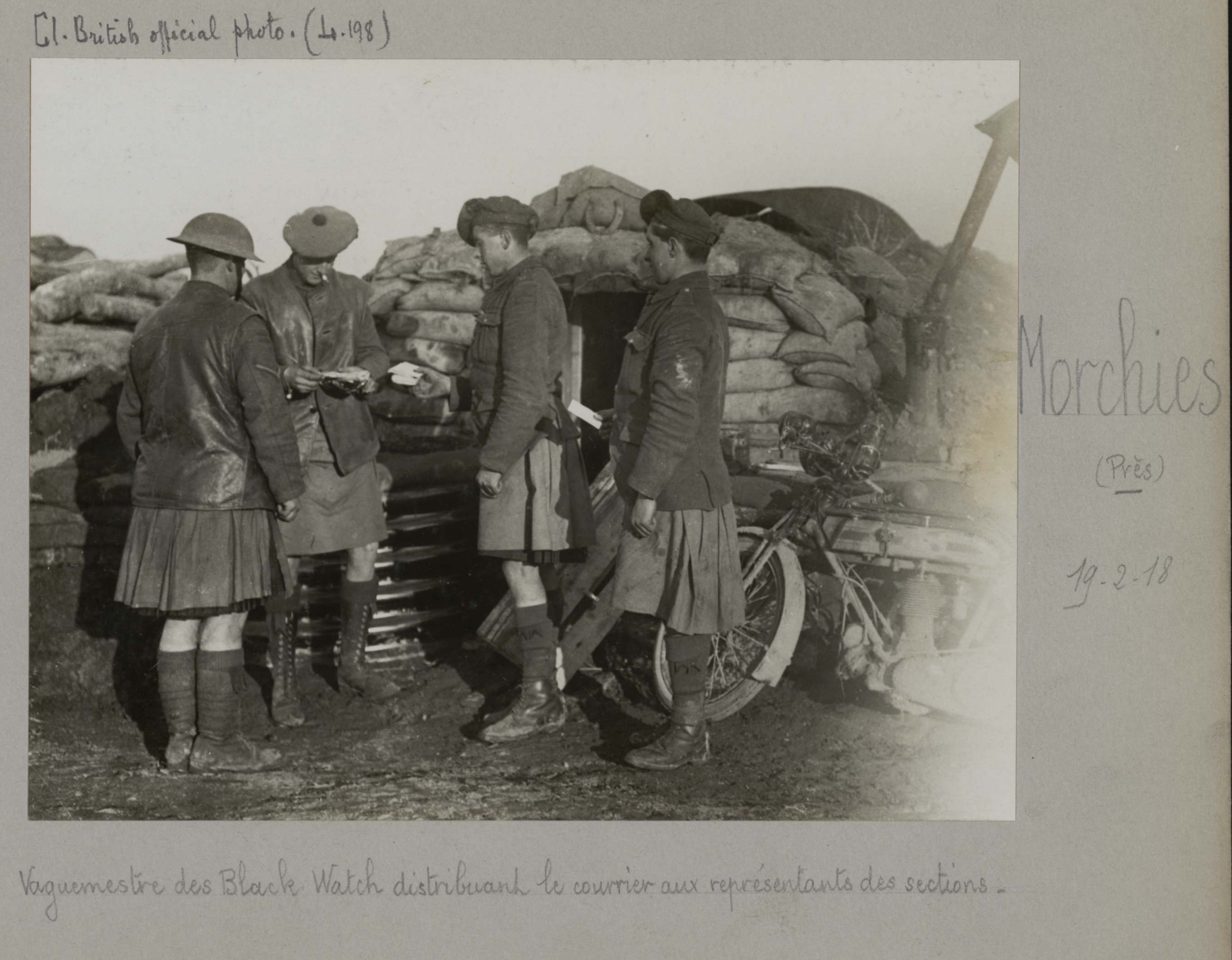
Les soldats écossais recevant du courrier à Morchies en 1918.

Le village de Morchies a été occupé par les Allemands dès fin août 1914 et est resté loin du front jusqu'en mars 1917, date à laquelle il a été occupé par les forces du Commonwealth le 19 mars 1917, à la suite du retrait allemand sur la ligne Hindenburg. Il a été repris par les Allemands le 23 mars 1918 et a été définitivement repris en septembre 1918. Le village a ensuite été « adopté » par le district urbain de Barking. Le cimetière militaire de Morchies a été commencé en avril 1917 et utilisé jusqu’en janvier 1918. En mars 1918, soixante-seize corps britanniques et quinze autres allemands ont été enterrés et d'autres ont été faites par les Britanniques en 1918.

## Caractéristiques
Ce cimetière renferme les tombes de 163 soldats du Commonwealth de la Première Guerre mondiale, dont 74 non identifiées, et des monuments commémoratifs spéciaux à huit soldats du Royaume-Uni qui sont connus pour être enterrés parmi eux. D'autres monuments commémoratifs spéciaux enregistrent les noms de neuf soldats du Royaume-Uni et d'un marin de la division navale royale, enterrés par l'ennemi à Morchies, dont les tombes ont été détruites par des tirs d'artillerie. Ce cimetière contient également les tombes de treize victimes allemandes de la Première Guerre mondiale. Il a été conçu par l'architecte britannique William Harrison Cowlishaw.

## Galerie

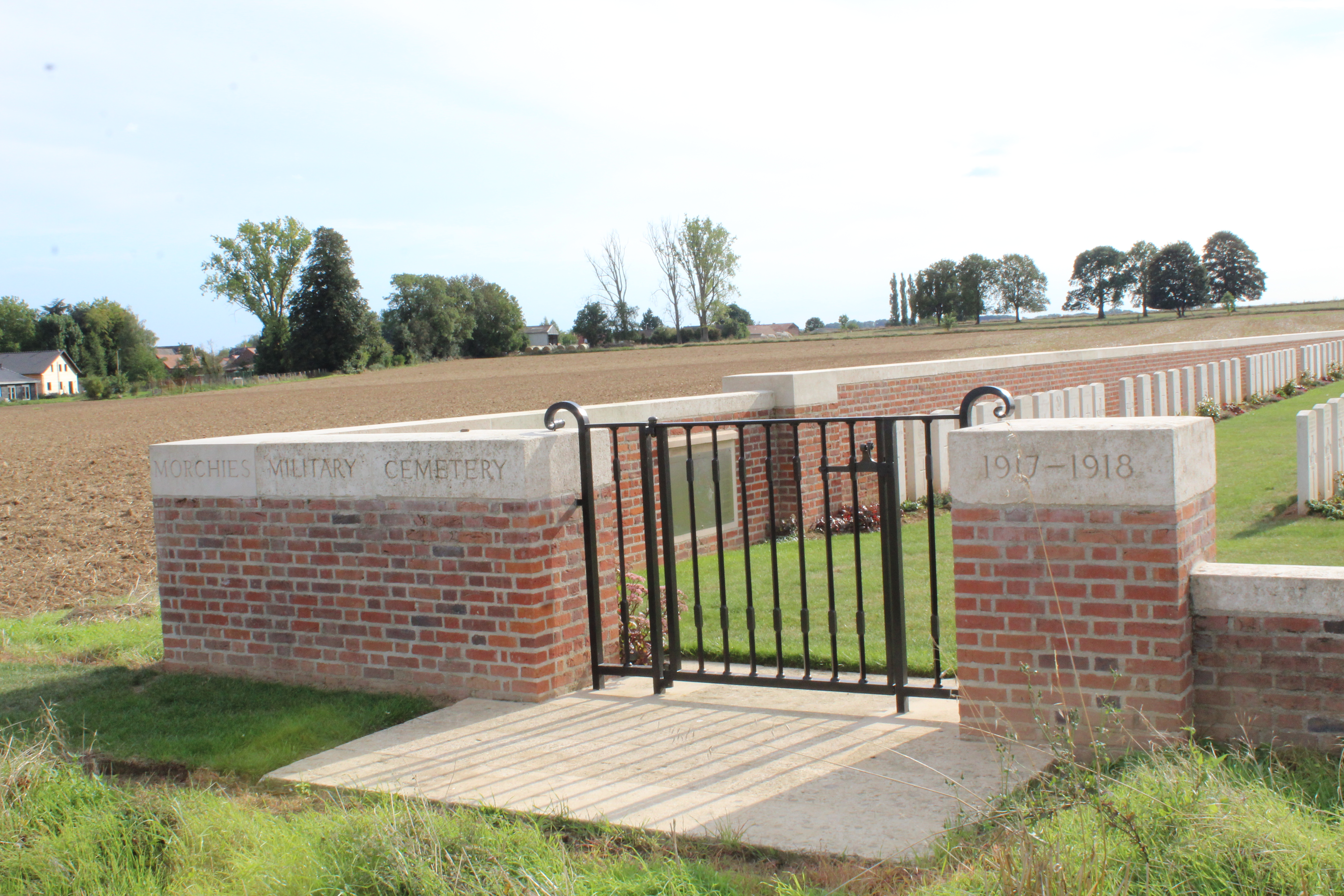
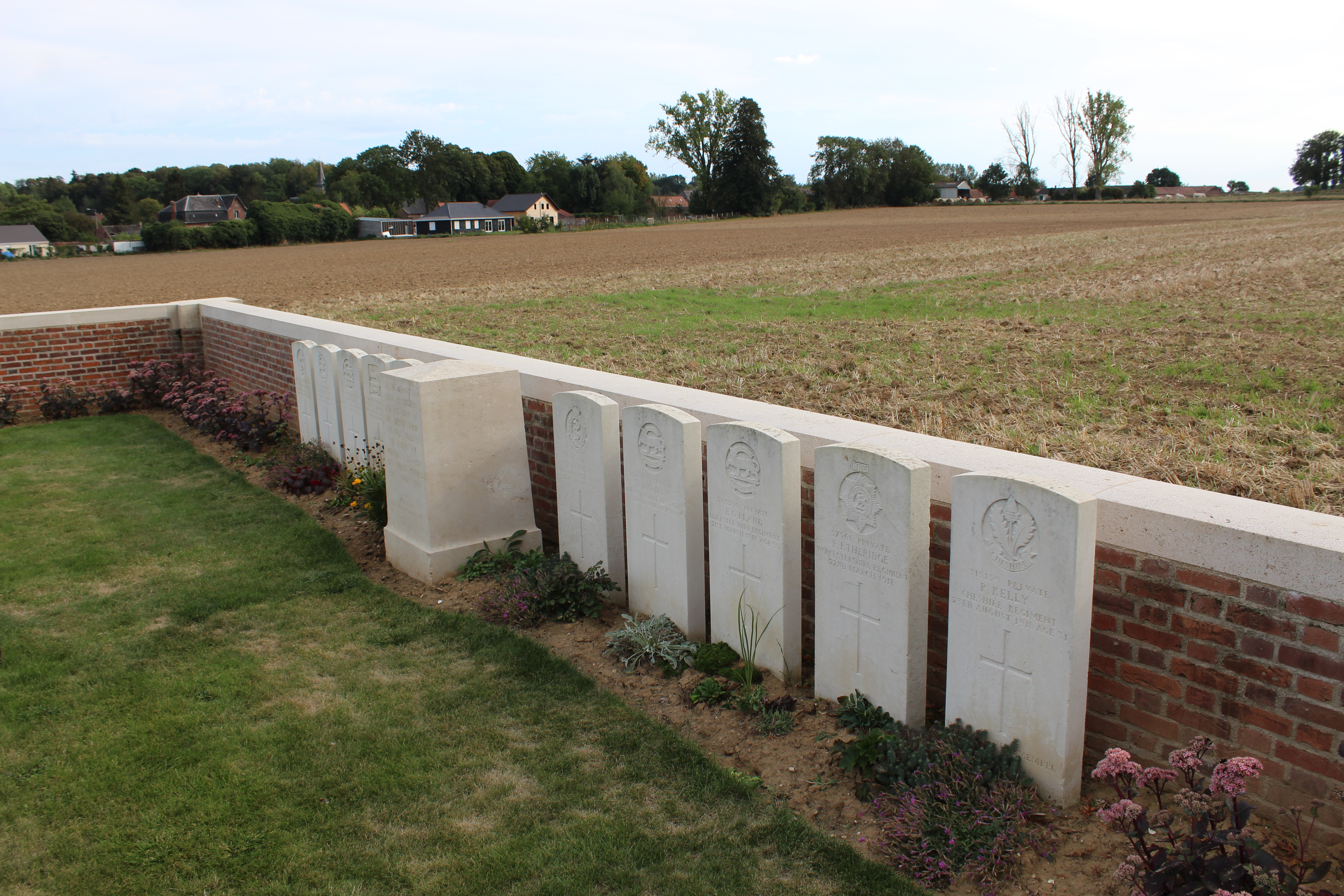
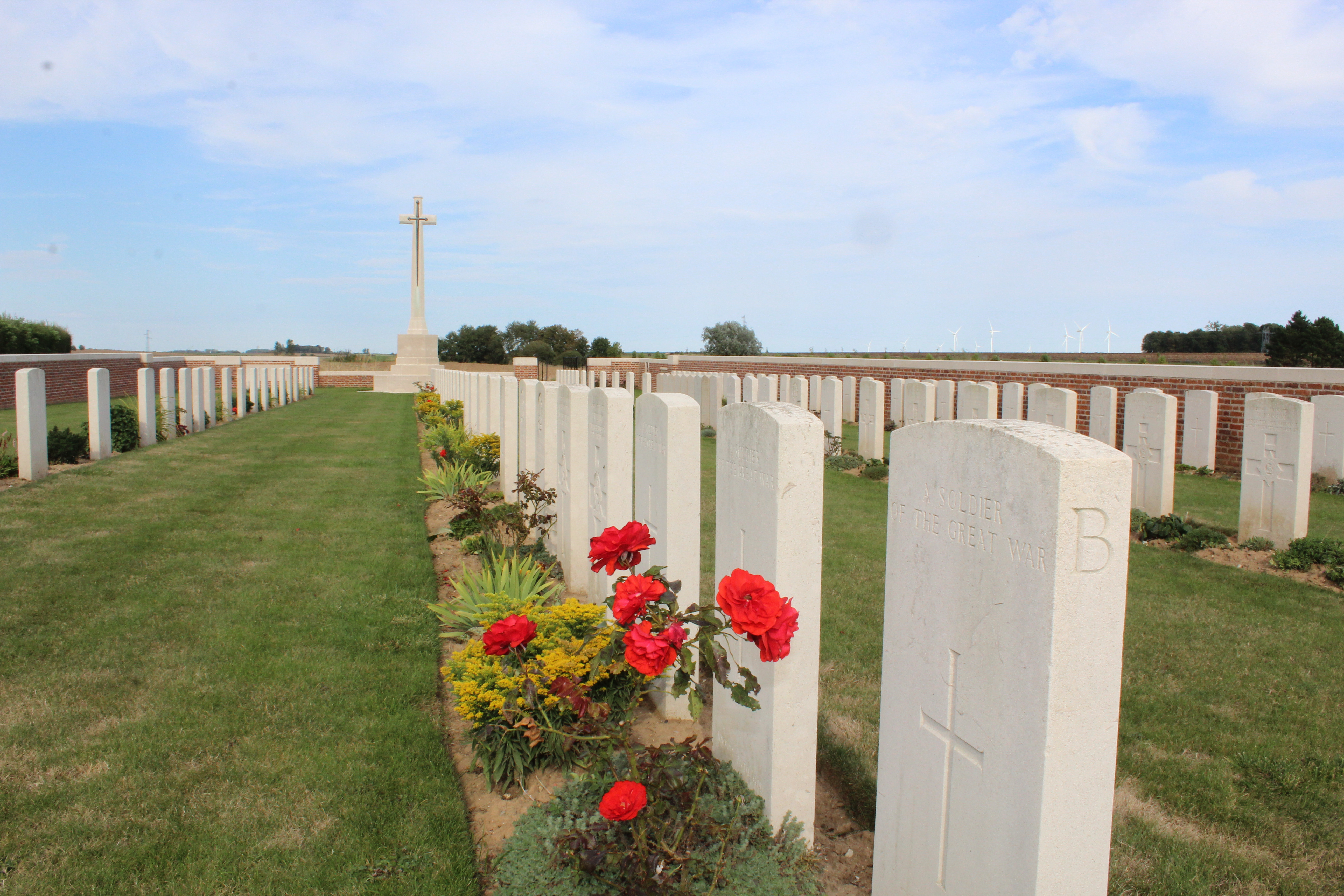
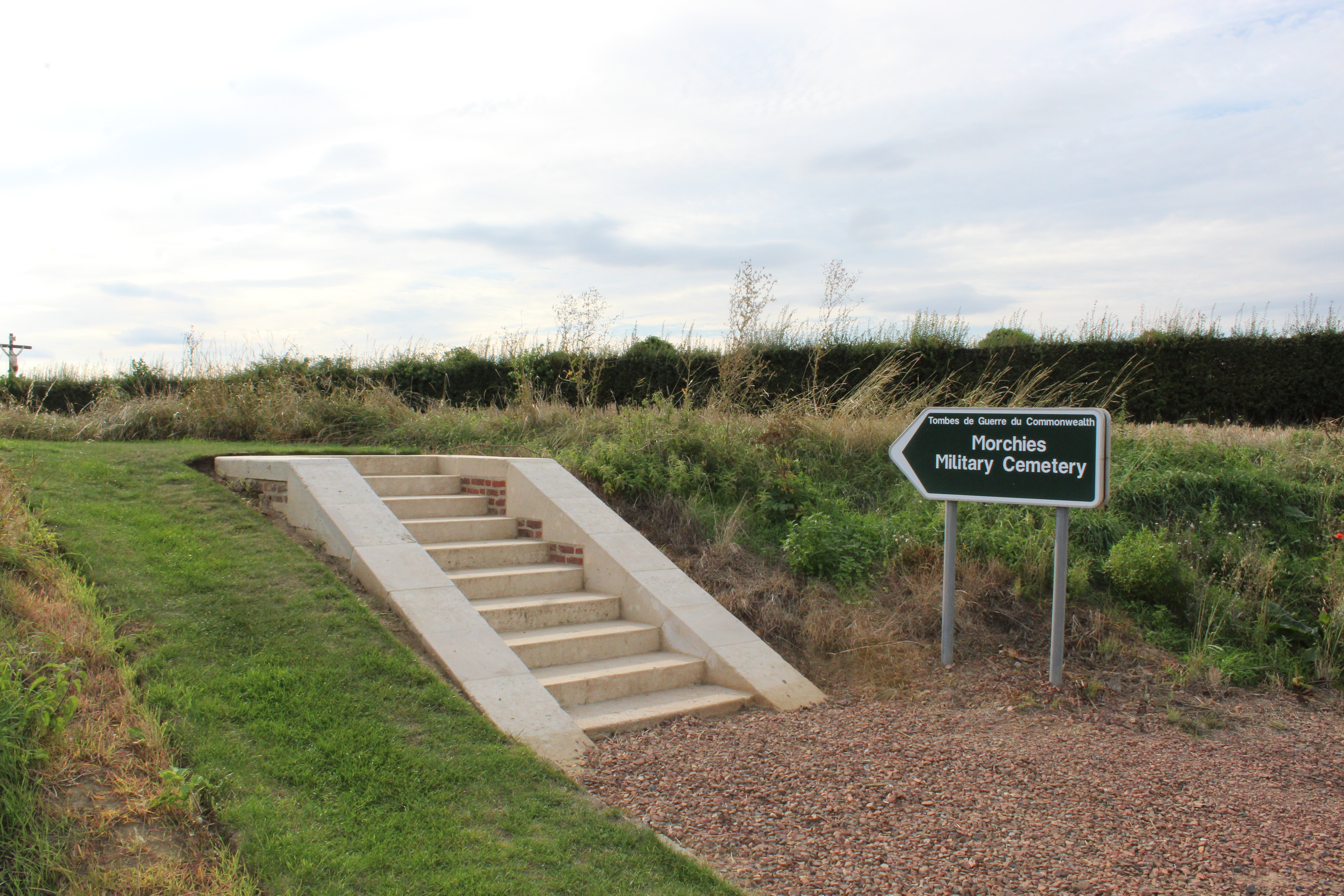

## Sépultures
| Pays        | Sépultures |
| ----------- | ---------- |
| Royaume-Uni | 146        |
| Australie   | 17         |
| Allemagne   | 13         |
| Total       | 176        |

## Pour approfondir